# Litueche
Litueche este un târg și comună din provincia Cardenal Caro, regiunea O'Higgins, Chile, cu o populație de 5.638 locuitori (2012) și o suprafață de 618,8 km2.